# Marquesado de San Antonio de Mira al Río
El marquesado de San Antonio de Mira al Río fue un título nobiliario español creado el 28 de agosto de 1711 por el rey Felipe V, con el vizcondado previo de Valdelobos, a favor de Antonio de Sanguineto y Zayas, por sus méritos como capitular en Madrid. La merced se declaró libre del impuesto de lanzas y media annata el 23 de septiembre del mismo año; tres meses después, el 23 de diciembre, se canceló a su titular el vizcondado previo.
El título fue suprimido el 10 de agosto de 1878 y, en virtud de los establecido en el Decreto 222/1988, debe considerarse caducado a efectos de la legislación nobiliaria española vigente.

## Marqueses de San Antonio de Mira al Río
|                                    | Titular                               | Periodo                            |
| Creado en 1711 por el rey Felipe V | Creado en 1711 por el rey Felipe V    | Creado en 1711 por el rey Felipe V |
| ---------------------------------- | ------------------------------------- | ---------------------------------- |
| I                                  | Antonio de Sanguineto y Zayas         | 1711-1724                          |
| II                                 | Catalina de Sanguineto Zayas y Obando | 1724-¿?                            |
| Caducado                           |                                       |                                    |

## Historia de los marqueses de San Antonio de Mira al Río
- Antonio de Sanguineto y Zayas, I marqués de San Antonio de Mira al Río, corregidor de Madrid y regidor de su ayuntamiento.[2]

Le sucedió, el 7 de diciembre de 1724, su hija:
- Catalina de Sanguineto Zayas y Obando, II marquesa de San Antonio de Mira al Río.

Mariano Tello y Ferrer pidió la sucesión del título el 17 de noviembre de 1844, dictaminando la cancillería el 17 de febrero de 1849. El 10 de agosto de 1878 se comunicó al ministro de Hacienda la supresión del marquesado, a pesar de lo cual Rafael Atienza y Ramírez Tellez, marqués de Salvatierra, solicitó su rehabilitación, a favor de su hija María de la Concepción Atienza y Benjumea, el 1 de marzo de 1920 (publicado en el BOE del día siguiente).